# Kujawskie Stowarzyszenie Społeczno-Literackie
Kujawskie Stowarzyszenie Społeczno-Literackie (KSSL) – polska organizacja konspiracyjna działająca w latach 1940–1941.

## Historia
Organizacja powstała w sierpniu 1940 roku z inicjatywy Adriana Turczynowicza i Janiny Lech. Do jej powstania doszło w wyniku rozłamu w 
Kujawskim Związku Polityczno-Literackim „Zew” (KZPL), którego przywódcą był Eugeniusz Karol Kłosowski. Przyczyną rozłamu wewnątrz KZPL były różnice poglądów co do sposobu redagowania jej prasy konspiracyjnej oraz nieprzestrzeganie zasad konspiracji przez Kłosowskiego i jego najbliższych współpracowników Władysława Magielskiego i Stanisława Mazurka. W wyniku rozłamu z KZLP odeszli między innymi: Adrian Turczynowicz, Janina Lech, Aleksy Lasiński, Bernard Lech, Danuta Turczynowicz oraz grupa harcerek i harcerzy, związanych z Janiną Lech, których ona wprowadziła do organizacji, w sumie ok. 35 osób, w tym liderka grupy E kolporterów Halina Wojdyłło. Grupę rozłamową poparła także Wanda Daszkowska, która pozostała jednak w strukturach KZLP. 
Działalnością KSSL kierował Adrian Turczynowicz, a w skład jego władz wchodzili również Aleksy Lasiński i Stanisław Piekarowicz, tworzący komitet redakcyjny jej gazetki. Głównymi organizatorkami kolportażu w ramach KSSL były Janina Lech i Danuta Turczynowicz. 
KSSL wydawał własną gazetę pt. „Piorun”, która ukazywała się raz w tygodniu w bliżej nieokreślonym nakładzie. Gazeta była kolportowana również przez członków Szarych Szeregów we Włocławku.
W ramach KSSL działa również tajny komitet pomocy społecznej, którym kierowali Wacław Raczek, Aleksy Lasiński, Stanisław Piekarowicz i Adrian Turczynowicz.

## Upamiętnienie
Janina Lech, Henryka Wojdyłło, Danuta Turczynowicz, Wanda Daszkowska, Maria Magdalena Lech, Zbigniew Kwieciński i Dymitr Krawczenko wymienieni zostali na tablicy przy Pomniku Szarych Szeregów z Włocławka, który znajduje się przy kościele pw. Wszystkich Świętych we Włocławku.
Od 2019 roku, ulica łącząca Towarową i Targową we Włocławku nosi nazwę Janiny Lech. W 2021 roku w Nieszawie, odsłonięto pomnik poświęcony Henryce Wojdyłło.